# Armadillo cinereus
Armadillo cinereus är en kräftdjursart som först beskrevs av Brandt 1833.  Armadillo cinereus ingår i släktet Armadillo och familjen Armadillidae. Inga underarter finns listade i Catalogue of Life.